# Silver Screen Classics
Silver Screen Classics est une chaîne de télévision canadienne spécialisée de catégorie B appartenant à Channel Zero diffusant des films des années 1930 aux années 1970, incluant des films connus, muets, séries, courts métrages, etc.

## Histoire
Après avoir obtenu une licence auprès du CRTC en 2000 pour le service The Last Picture Show, la chaîne a été lancée sous son nom actuel le 2 septembre 2003.